# جبل بوبا
جبل بوبا هو بركان خامد يقع في وسط ميانمار في منطقة ماندالاي، في الأجواء الصافية يمكن رؤية نهر إيراوادي الذي يبعد 60 كم.